# James Pritchard (hockey sur glace)
Pour les articles homonymes, voir Pritchard.
James George Pritchard, dit Jim Pritchard, (né le 14 février 1948 à Winnipeg, dans la province du Manitoba, au Canada) et mort le 1er avril 2014 est un joueur professionnel canadien de hockey sur glace qui évoluait au poste de défenseur.

## Carrière
Pritchard est choisi en 3e positon lors du repêchage amateur de la Ligue nationale de hockey en 1968 par les Canadiens de Montréal.
Sa carrière junior se passe à Winnipeg. Lors de la saison 1966-1967, il est nommé dans la première équipe d'étoiles de la Ligue de hockey junior du Manitoba. Lors de la saison 1967-1968, il est nommé capitaine de l'équipe des Jets de Winnipeg qui évolue en Ligue de hockey de l'Ouest canadien. À la fin de la saison, il dispute le tournoi de la Coupe Allan avec les Mohawks de St. Boniface.
Il commence sa carrière professionnelle lors de la saison 1968-1969, avec les Appollos de Houston en Ligue centrale de hockey (LCH). La saison suivante, il joue avec les Blues de Kansas City en LCH, avant d'être échangé aux Golden Eagles de Salt Lake qui évoluent dans la WHL.
Lors de la saison 1970-1971, il débute avec les Wranglers d'Amarillo en LCH, mais il est rapidement échangé aux Rockets de Jacksonville dans l'Eastern Hockey League (EHL). À la fin de la saison, voyant qu'elle ne participera pas aux séries éliminatoires, l'équipe l'échange aux Comets de Clinton.
Il continue d'évoluer avec cette équipe lors de la saison 1971-1972 au terme de laquelle il est nommé dans la première équipe d'étoiles de l'EHL. En février 1972, il est choisi par les Jets de Winnipeg lors du repêchage général de joueurs l'Association mondiale de hockey.
Lors de la saison 1972-1973, il évolue toujours avec les Comets, mais est il échangé vers la fin de la saison aux Ducks de Long Island.
L'EHL étant interrompue, l'équipe où il évolue est renommée Cougars de Long Island dans la North American Hockey League (NAHL). Il est nommé capitaine de cette équipe pour les saisons 1973-1974 et 1974-1975. Il est sélectionné dans la deuxième équipe d'étoiles de la NAHL au terme de la saison 1974-1975. Cette année-là, il se voit offrir un essai en AMH, avec les Cougars de Chicago. En deux matchs, il ne réussit pas à convaincre l'organisation de le conserver.
Avant le début de la saison 1975-1976, il est échangé aux Blades d'Érié qui évoluent eux aussi en NAHL. Il joue pour eux, jusqu'en janvier 1977 quand ses droits sont cédés aux Jets de Johnstown où il termine la saison. À la fin de cette saison, la NAHL arrête ses activités. un repêchage de dispersion est organisé. il est sélectionné par les Mariners du Maine, mais il met un terme à sa carrière.
Il meurt le 1er avril 2014 à Vancouver

## Statistiques
Pour la signification des abréviations, voir statistiques du hockey sur glace.
| Saison    | Équipe                                      | Ligue |    | Saison régulière | Saison régulière | Saison régulière | Saison régulière | Saison régulière |   | Séries éliminatoires | Séries éliminatoires | Séries éliminatoires | Séries éliminatoires | Séries éliminatoires |
| Saison    | Équipe                                      | Ligue | PJ | B                | A                | Pts              | Pun              | PJ               | B | A                    | Pts                  | Pun                  |                      |                      |
| 1967-1968 | Jets de Winnipeg                            | WCHL  | 53 | 30               | 34               | 64               | 158              | -                | - | -                    | -                    | -                    |                      |                      |
| 1968-1969 | Apollos de Houston                          | LCH   | 46 | 2                | 6                | 8                | 33               | 3                | 0 | 0                    | 0                    | 11                   |                      |                      |
| 1969-1970 | Blues de Kansas City                        | LCH   | 66 | 9                | 26               | 35               | 85               | -                | - | -                    | -                    | -                    |                      |                      |
| 1969-1970 | Golden Eagles de Salt Lake                  | WHL   | 2  | 0                | 0                | 0                | 0                | -                | - | -                    | -                    | -                    |                      |                      |
| 1970-1971 | Wranglers d'Amarillo                        | LCH   | 7  | 0                | 2                | 2                | 22               | -                | - | -                    | -                    | -                    |                      |                      |
| 1970-1971 | Rockets de Jacksonville / Comets de Clinton | EHL   | 39 | 4                | 12               | 16               | 28               | 5                | 0 | 0                    | 0                    | 6                    |                      |                      |
| 1971-1972 | Comets de Clinton                           | EHL   | 75 | 9                | 19               | 28               | 80               | 5                | 2 | 2                    | 4                    | 4                    |                      |                      |
| 1972-1973 | Comets de Clinton / Ducks de Long Island    | EHL   | 65 | 9                | 33               | 42               | 65               | 4                | 0 | 2                    | 2                    | 8                    |                      |                      |
| 1973-1974 | Cougars de Long Island                      | NAHL  | 74 | 11               | 45               | 56               | 123              | 16               | 3 | 7                    | 10                   | 6                    |                      |                      |
| 1974-1975 | Cougars de Long Island                      | NAHL  | 69 | 16               | 39               | 55               | 92               | 11               | 0 | 11                   | 11                   | 7                    |                      |                      |
| 1974-1975 | Cougars de Chicago                          | AMH   | 2  | 0                | 0                | 0                | 0                | -                | - | -                    | -                    | -                    |                      |                      |
| 1975-1976 | Blades d'Érié                               | NAHL  | 71 | 16               | 54               | 70               | 64               | 5                | 0 | 1                    | 1                    | 0                    |                      |                      |
| 1976-1977 | Blades d'Érié                               | NAHL  | 35 | 3                | 11               | 14               | 10               | -                | - | -                    | -                    | -                    |                      |                      |
| 1976-1977 | Jets de Johnstown                           | NAHL  | 33 | 1                | 15               | 16               | 24               | 3                | 0 | 0                    | 0                    | 0                    |                      |                      |

## Distinctions
- Première équipe étoile de la Ligue de hockey junior du Manitoba en 1966-1967.
- Capitaine des Jets de Winnipeg en 1967-1968.
- Première équipe d'étoiles de l'EHL en 1971-1972.
- Capitaine des Cougars de Long Island en 1973-1974 et 1974-1975.